# Stictoptera subobliquodes
Stictoptera subobliquodes là một loài bướm đêm trong họ Noctuidae.